# Die Hochzeit unserer dicksten Freundin
Die Hochzeit unserer dicksten Freundin (Originaltitel: Bachelorette) ist eine US-amerikanische Filmkomödie von Leslye Headland aus dem Jahr 2012 mit Kirsten Dunst, Lizzy Caplan und Isla Fisher in den tragenden Rollen.

## Handlung
Der Film handelt von einer dicklichen, heiratswilligen New Yorkerin, die mit ihren drei Brautjungfern einen wilden Junggesellinnenabschied feiert. Dabei reißt das Brautkleid, und die Damen begeben sich auf die Suche nach Ersatz oder einem Schneider.

## Hintergrund
An der Realisierung von Die Hochzeit unserer dicksten Freundin waren die Filmproduktionsgesellschaften Gary Sanchez Productions und BCDF Pictures beteiligt.
Der Film wurde erstmals am 23. Januar 2012 auf dem Sundance Film Festival dem Publikum präsentiert. Des Weiteren war er am 13. Juni 2012 auf dem Provincetown International Film Festival zu sehen. Der US-amerikanische Kinostart des Films erfolgte am 7. September 2012, und in den deutschen Kinos war er ab dem 25. Oktober 2012 zu sehen.

## Rezeption
Auf der Website Rotten Tomatoes erreichte der Film bei 57 Prozent der Rezensenten eine positive Bewertung.
Das Lexikon des internationalen Films urteilte, dass der Film missraten, chaotisch, ohne Witz und dramaturgisches Zeitgefühl sei. Der Humor sei bieder-verklemmt, und die Frauen seien unsympathisch dargestellt.